# Glycolnitril
Glycolnitril is het eenvoudigste cyanohydrine en heeft als brutoformule C2H3NO. Het is afgeleid van formaldehyde.

## Synthese
Glycolnitril wordt bereid door de reactie van waterig formaldehyde met blauwzuur in aanwezigheid van een zuur, bijvoorbeeld fosforzuur of zwavelzuur:
{\displaystyle \mathrm {HCN\ +\ CH_{2}O\longrightarrow \ HOCH_{2}CN} }
In plaats van het zeer toxische blauwzuur kan men een cyanide gebruiken, bijvoorbeeld kaliumcyanide.

## Eigenschappen
Glycolnitril is een onstabiele stof. In basisch midden polymeriseert het spontaan tot een vaste stof. Het ontleedt bij kamertemperatuur gemakkelijk tot formaldehyde en het zeer toxische blauwzuur. Daarom wordt de stof ingedeeld als zeer giftig. Ze is commercieel verkrijgbaar als een oplossing in water met ongeveer 0,5% fosforzuur als stabilisator.

## Toepassingen
Glycolnitril is een intermediair voor andere stoffen. Met ammoniak vormt het aminoacetonitril, dat onder meer een precursor van glycine (een aminozuur) is.
Glycolnitril kan enzymatisch omgezet worden in een zout van glycolzuur.